# Košťálkov
Košťálkov (německy Gottschallings) je zaniklá vesnice v katastru Starého Města pod Landštejnem v okrese Jindřichův Hradec v Jihočeském kraji.

## Historie

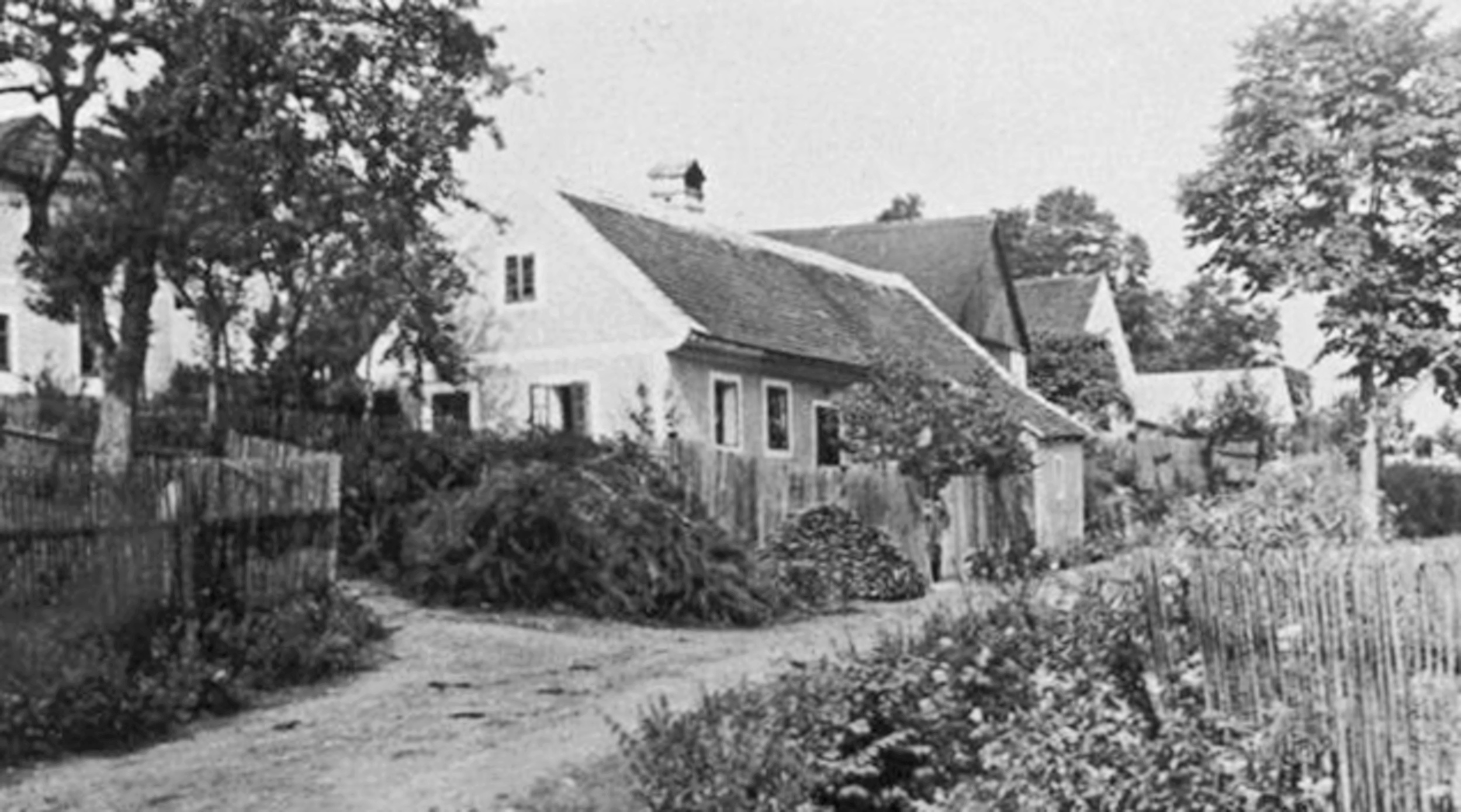
Košťálkov v 30. letech 20. století

První písemná zmínka o vsi je v urbáři panství Landštejnského z roku 1487. Ležela asi 4 km jižně od Starého Města pod Landštejnem v území zvaném „hraniční les“. 
Vesnice ve své historii několikrát změnila svého majitele podle vlastnictví hradu Landštejn. Obec spravovala území o rozloze 559 hektarů, měla 73 domů, ve kterých žilo 254 trvale bydlících obyvatel. V obci se nacházela kaple sv. Anděla.
Po skončení druhé světové války byla obec vysídlena a od roku 1945 postupně zanikala. V souvislosti s budováním hraničního pásma byla nakonec srovnána se zemí.Demolice všech nemovitostí v tzv. zakázaném pásmu, vyhlášeném v roce 1951, probíhala v letech 1955 až 1956, poslední zbytky zbořené kaple sv. Anděla Strážce odstranily jednotky československého ministerstva vnitra v první polovině roku 1959.
Nyní je zde turistická stezka Košťálkov - Kleintaxen, na které je možný případný přechod do Rakouska.